# Павич африканський
Павич африканський (Afropavo congensis) — маловідомий вид птахів родини фазанових. Район їх походження — північний басейн Конго. Вперше павича описали в 1936 році як одну з найбільших орнітологічних сенсацій 20 століття.

## Особливості
Середній розмір тіла павича Конго менший, ніж азійського павича. Довжина тіла самців зазвичай становить від 64 до 70 см, а їхні хвости досягають довжини від 23 до 26 см. Довжина тіла самок варіює від 60 до 63 см з хвостами довжиною від 19,5 до 22,5 см. Вага птахів — від 1135 до 1154 грамів.

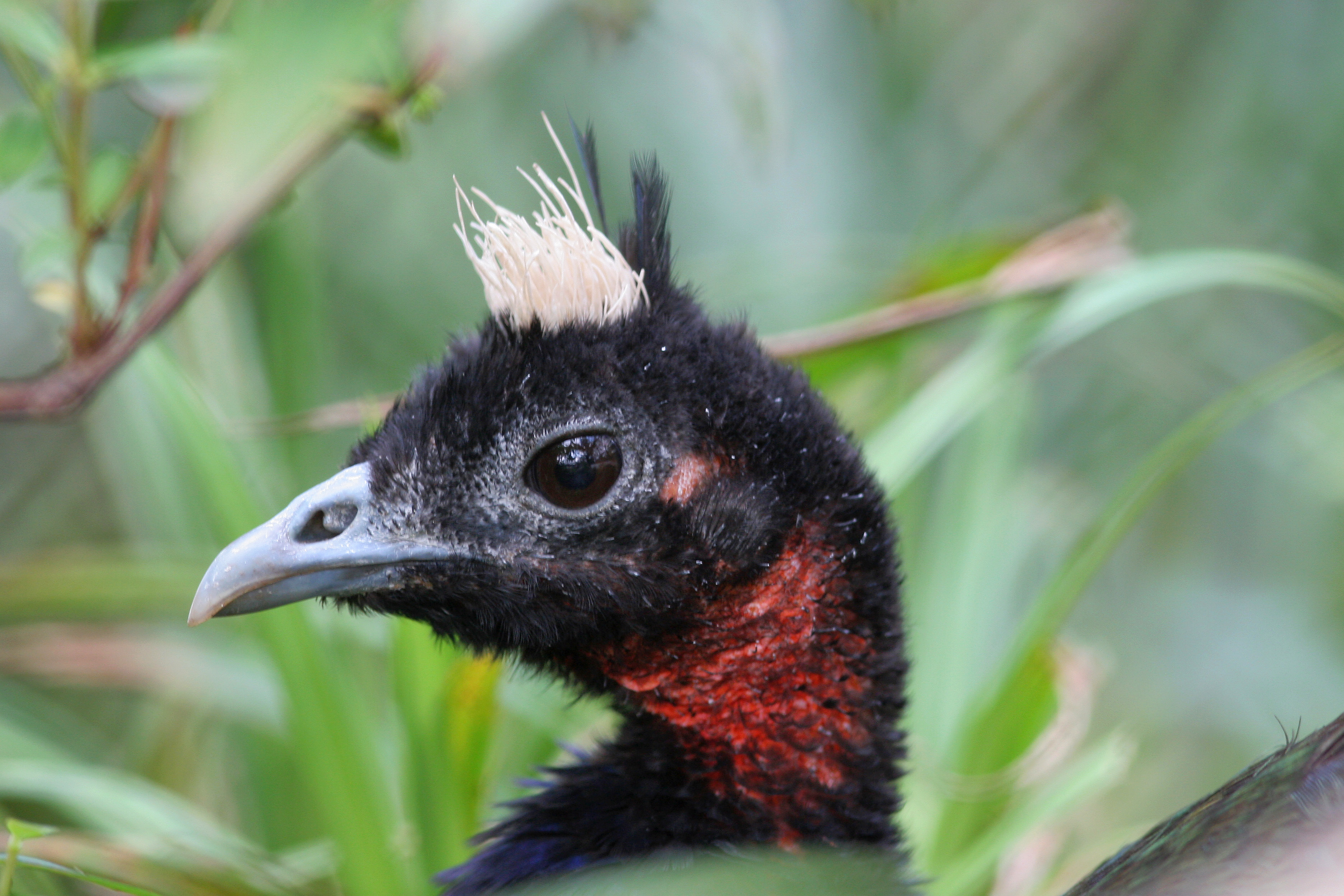
Самець

Самці павичів Конго мають на голові характерний білий чубчик з пір'я, схожий на корону, який може бути досить коротким або більшим (залежно від особини). На їхній шиї можна побачити голі ділянки без пір'я. Площа оголеної ділянки також різниться залежно від особини. Їхнє доросле оперення, якого вони набувають лише у віці двох років, буває синього, чорного та зеленого кольорів. Пір'я у самок зазвичай бурого кольору, але спинки та крила зазвичай зелені.

## Спосіб життя
Павич африканський сором'язливий і його рідко можна зустріти у дикій природі. Він живе у низинних тропічних лісах нижче 1200 метрів над рівнем моря та уникає районів, що знаходяться ближче аніж за 25 км від найближчого людського поселення та дороги. Всеїдний. Значну частину його раціону складають терміти. Початок сезону розмноження залежить від місцевого сезону дощів. Молодих птахів спостерігають за 300 км на південь від екватора в січні та лютому. Птахи, що живуть у неволі, будують своє гніздо на висоті менше ніж 1,5 метри від землі серед чагарників або дерев. Зазвичай відкладають два-три, рідко до шести яєць і висиджують протягом 27-28 днів. Пташенята мають оперення від чорного до чорно-коричневого кольору у верхній частині тулуба і кремового кольору у нижній його частині. Їхні крила мають коричневий колір.

## Систематика
Павич fahbrfycmrbq, ймовірно, тісно пов'язаний з азійським павичем (Pavo) і утворює з ним та деякими іншими родами павичів підродину Pavoninae. Також є припущення, що вони мають родинний зв'язок з цесарками (Numididae) та краксами (Cracidae).